# اشلی پل رابینسون
اشلی پل رابینسون (انگلیسی: Ashley-Paul Robinson؛ زادهٔ ۵ دسامبر ۱۹۸۹) بازیکن فوتبال اهل بریتانیا است.
از باشگاه‌هایی که در آن بازی کرده‌است می‌توان به باشگاه فوتبال کریستال پالاس، باشگاه فوتبال هورشم، باشگاه فوتبال دالیچ هملت، باشگاه فوتبال توتینگ اند میتچام یونایتد، باشگاه فوتبال بروملی، و باشگاه فوتبال هاستینگز یونایتد اشاره کرد.